# Fontaine des Pisseurs
La fontaine des Pisseurs (en occitan : Font dels Pissaires) est une fontaine située sur la Place du Griffoul dans la commune de Lacaune (Tarn). Elle est datée du XVIe siècle.

## Historique
Lacaune possède des sources chaudes naturelles, dont les propriétés sont connues depuis l'antiquité. Les eaux de Lacaune ont des propriétés diurétiques. La Font dels Pissaires illustre les effets de ces eaux par l'intermédiaire de quatre enfants qui « pissent » ces eaux imperturbablement. 
Jacques II de Bourbon, comte de la Marche, fils de Catherine de Vendôme, comtesse de Castres, est fait prisonnier à la bataille de Nicopolis, en 1396. Pour être libéré, il doit payer une rançon. Les habitants de Lacaune ont donné 300 écus d'or pour sa libération. En remerciement les consuls de Lacaune ont obtenu le droit d'amener l'eau du téron jusqu'à la place du Griffoul et d'y construire une fontaine à leurs frais en 1399. Mais elle n'a été terminée qu'en 1559.
Le créateur de la fontaine a réalisé une œuvre originale en faisant sortir l'eau de la tête et d'un imposant pénis de quatre personnages en bronze placés au sommet de la fontaine qui ont été surnommés les pissaïres. Cette représentation veut peut-être montrer les qualités diurétiques de l'eau. Les quatre personnages pissent dans une vasque polygonale placée à deux mètres de haut, puis l'eau passe dans trois colonnes pour jaillir par des gueules de monstres médiévaux et tomber dans une autre vasque, plus grande, en grès, cerclée de fer à sa base.
La fontaine des Pisseurs est classée monument historique depuis le 28 novembre 1913.

## Galerie

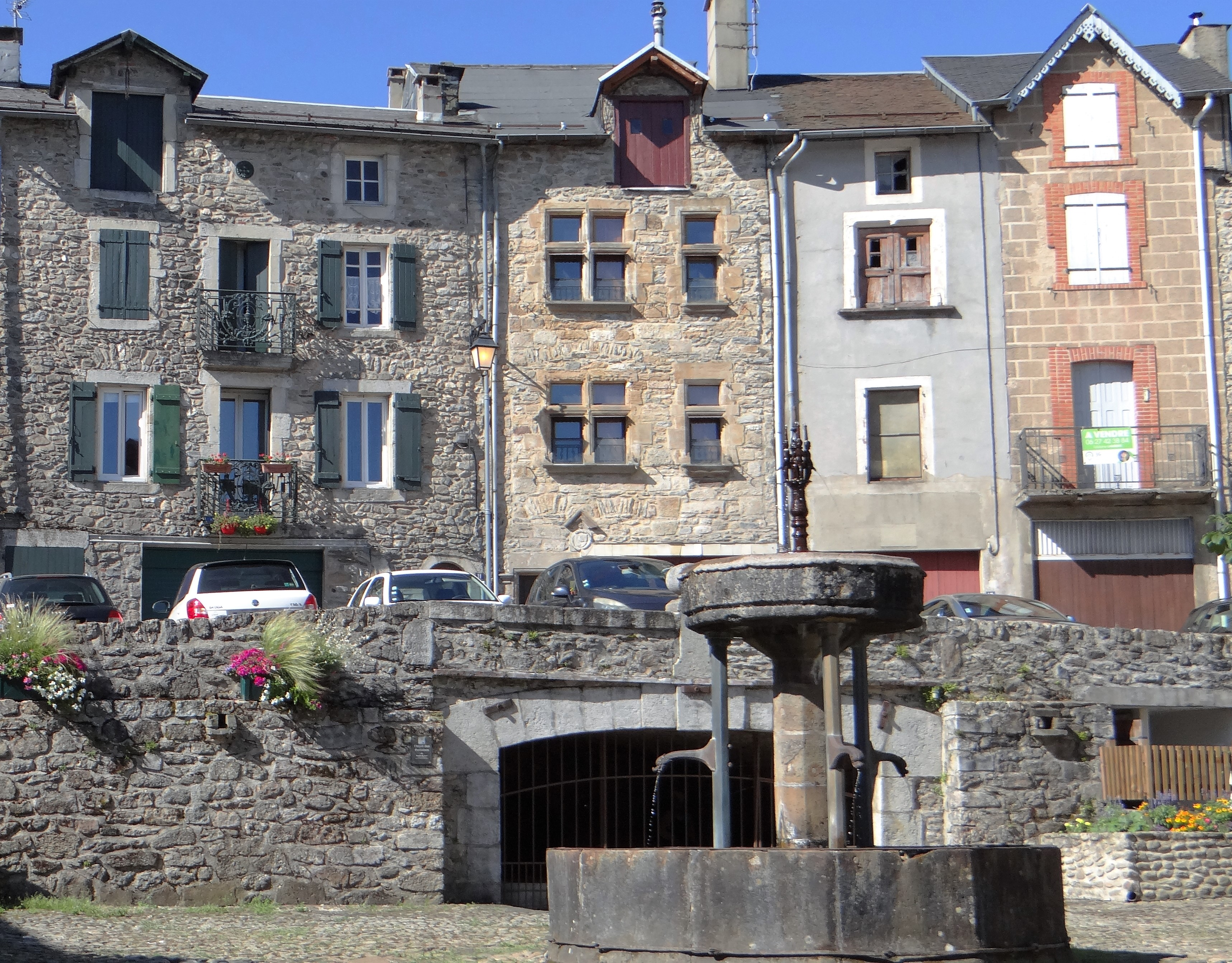
La fontaine.
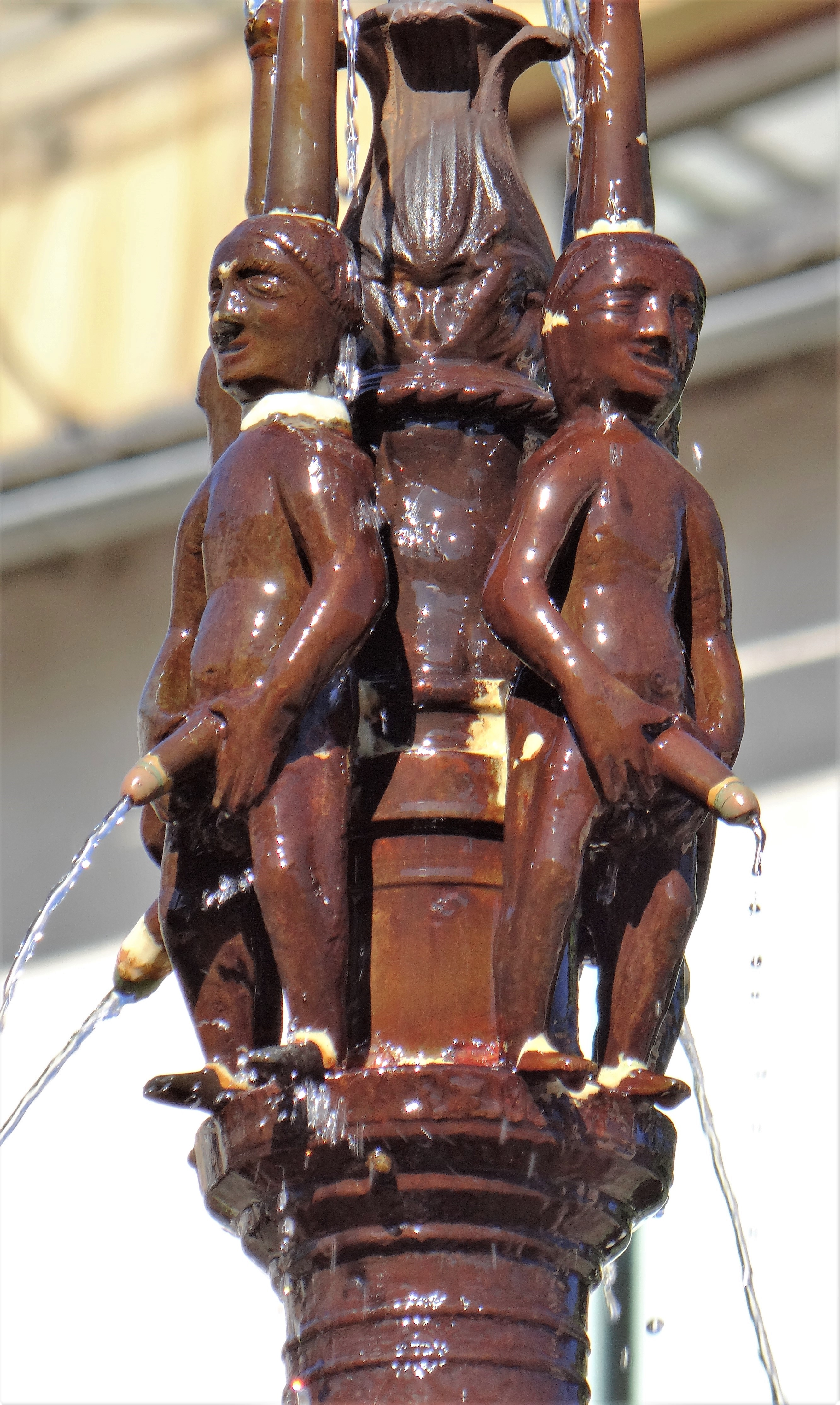
Les pisseurs.